# Răzvan Marin
Răzvan Gabriel Marin, född 23 maj 1996 i Bukarest, är en rumänsk fotbollsspelare som spelar för AEK Aten. Han representerar även Rumäniens landslag.

## Karriär
Den 31 augusti 2020 lånades Marin ut av Ajax till italienska Cagliari på ett säsongslån som den 1 juli 2021 övergick i en permanent övergång.
Den 23 juli 2025 skrev Marin på ett treårskontrakt med grekiska storklubben AEK Aten. 

## Meriter

### Klubb
Viitorul Constanța
- Liga I: 2016/2017

Standard Liège
- Belgiska cupen: 2017/2018

Ajax
- Johan Cruijff Schaal: 2019